# Puente Honeymoon (Niágara)
El puente Honeymoon (literalmente "puente de la luna de miel"),  también conocido en inglés como "Upper Steel Arch Bridge" (Puente de Arco de Acero Superior),  o como "Fallsview Bridge" (Puente con Vistas a la Catarata), fue una estructura que cruzaba el río Niágara, conectando Niagara Falls (Ontario), Canadá, con Niagara Falls (Nueva York), Estados Unidos. Estaba ubicado unos 500 pies (152,4 m) río arriba del actual puente Rainbow. Inaugurado en 1898, se derrumbó en 1938.

## Historia

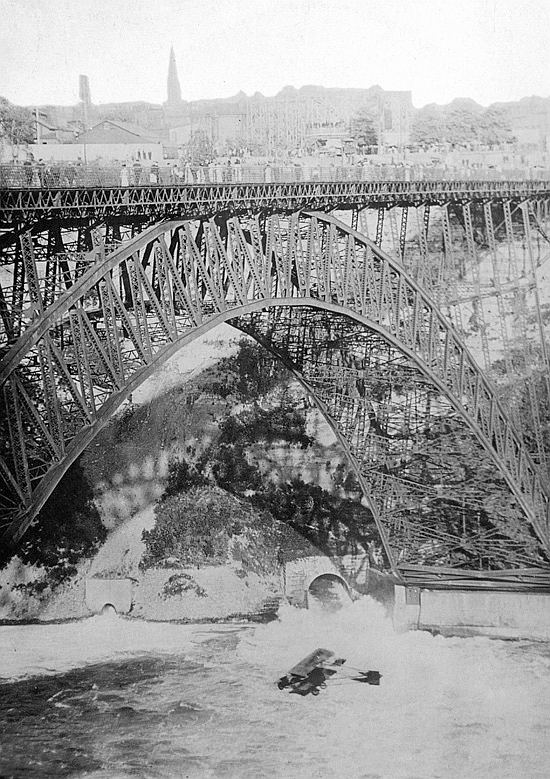
Aeroplano Curtiss Model D volando a través del arco del puente Honeymoon, hacia 1911

Construido en 1897–98 por la Pencoyd Bridge Company, el "Puente de Arco de Acero Superior" estaba ubicado 14 pies (4,3 m) más cerca de las cataratas del Niágara que el puente al que reemplazó, el puente colgante conocido como Niágara Clifton. Cuando se completó, se convirtió en el puente en arco de acero más grande del mundo. Disponía de una doble vía para los tranvías y espacio para el paso de carruajes y peatones. Tuvo que protegerse constantemente de los bloques de hielo que se formaban sobre el río cada invierno. En enero de 1899, una enorme placa de hielo amenazó la integridad del puente cuando el hielo se amontonó alrededor de sus estribos debido a su proximidad a la orilla del río. Posteriormente, el puente se reforzó con unos altos muros de piedra de 24 pies (7,3 m) de altura situados alrededor de los contrafuertes.
La protección alrededor de los estribos se mantuvo durante unos cuarenta años más, hasta el 27 de enero de 1938, cuando el puente se derrumbó. Una tormenta de viento repentina en el lago Erie envió una gran cantidad de hielo sobre las cataratas, lo que se tradujo en una placa de hielo de casi 100 pies (30,5 m) de espesor empujando contra el puente. El colapso final se produjo a las 4:20 pm, antes de que miles de espectadores vinieran a ver cómo se derrumbaba el puente. La estructura acabó cayendo prácticamente completa al río. La demolición de lo que quedó del puente tuvo lugar entre febrero y abril de 1938, cuando todas las piezas fueron retiradas o hundidas en el cauce del río. La construcción de un nuevo puente se emprendió poco después, esta vez con los estribos mucho más elevados sobre la lámina de agua del río. Recibió el nombre de puente Rainbow y se inauguró en noviembre de 1941.

## Galería

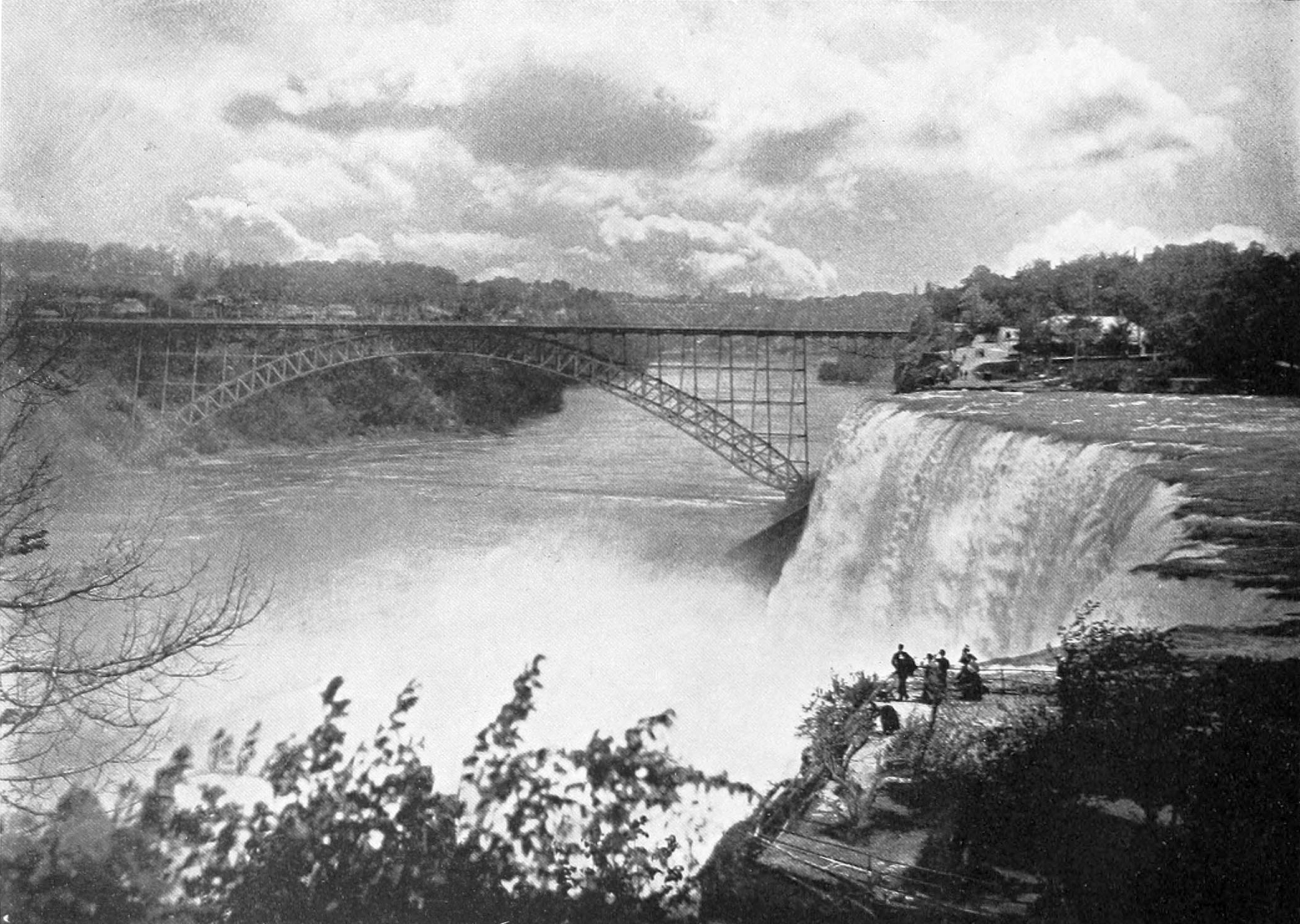
El Puente Upper Steel Arch desde la isla de la Cabra, 1900
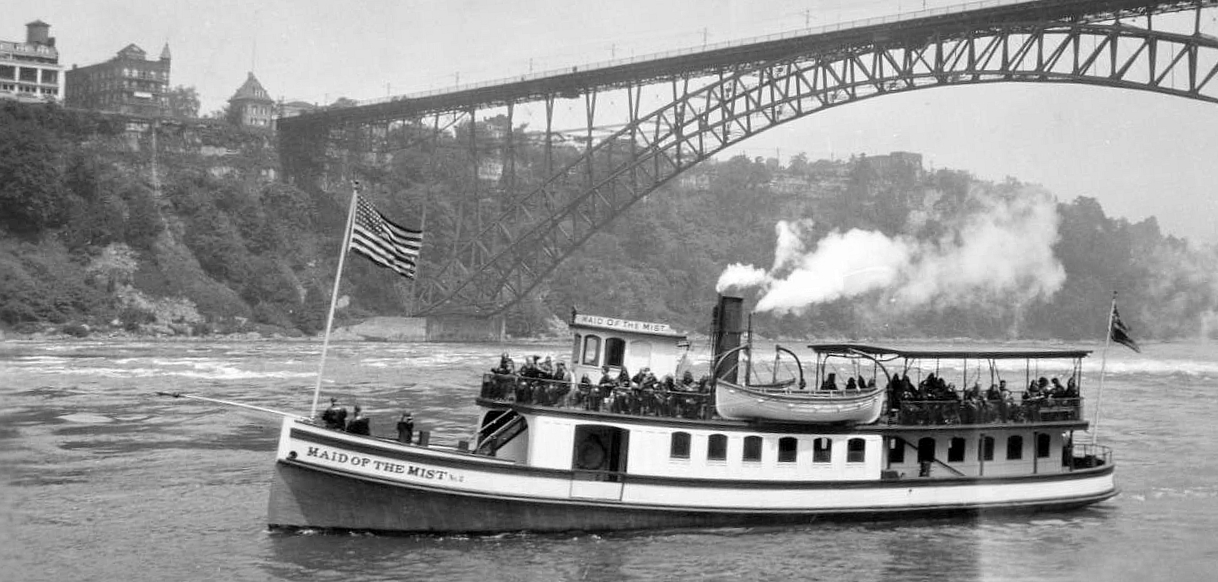
El barco de vapor Maid of the Mist bajo el Puente Honeymoon, hacia 1920
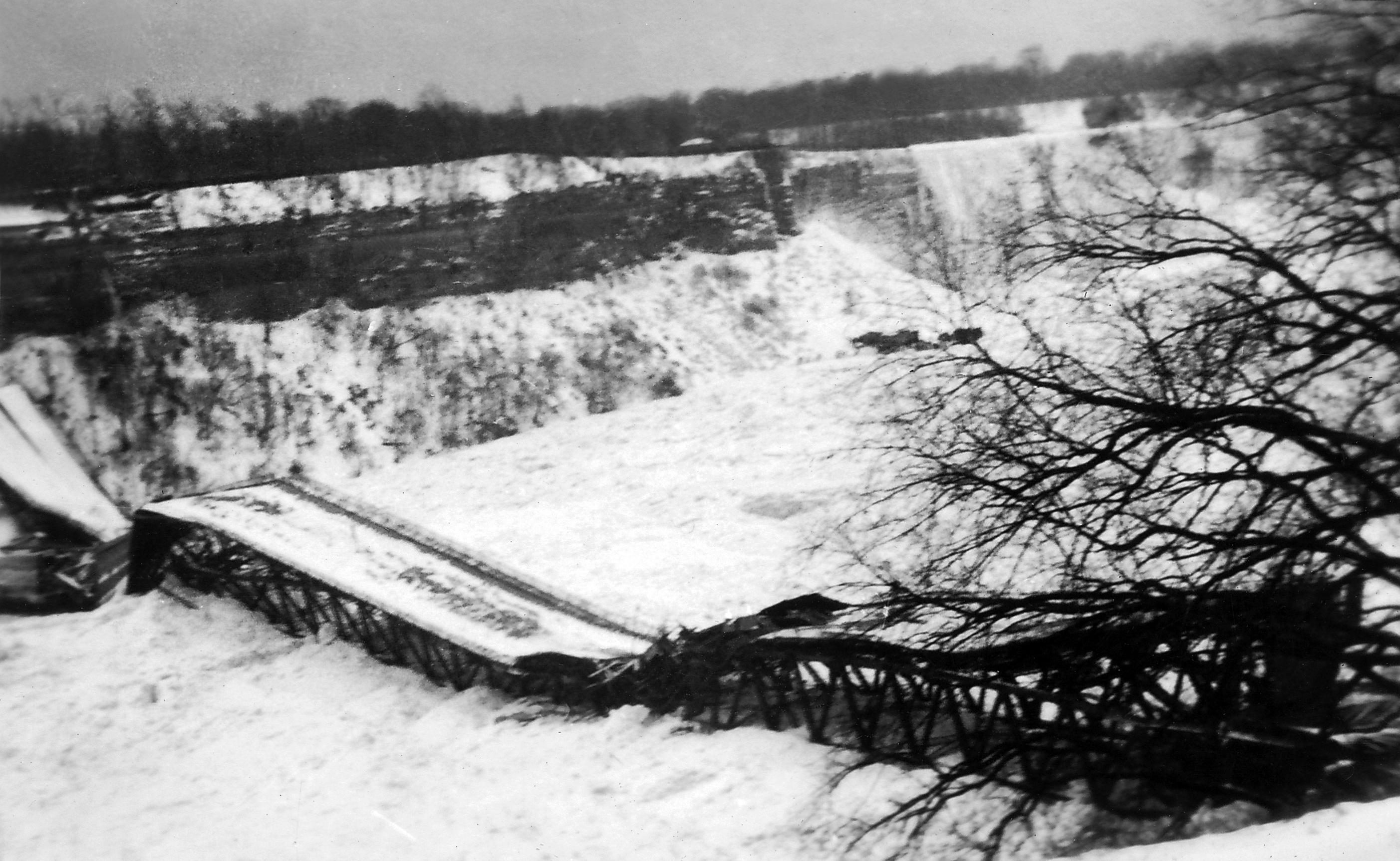
Puente colapsado por un presa de hielo en el río Niágara (vista desde el lado canadiense)
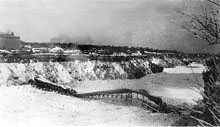
Puente colapsado (vista desde el lado estadounidense)
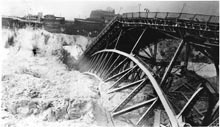
Vista de detalle del derrumbe

## Récord mundial de luz
| Predecesor: Puente Don Luis I (Oporto) Puente Müngsten | Puente en arco más largo del mundo 1898-1916 | Sucesor: Puente Hell Gate |

- Datos: Q1547700
- Multimedia: Honeymoon Bridge / Q1547700